# Soustons
Soustons ist eine französische Kleinstadt mit 8445 Einwohnern (Stand 1. Januar 2022) im Département Landes in der Region Nouvelle-Aquitaine. Sie ist Hauptort des gleichnamigen Kantons.

## Geografie
Soustons liegt im Forêt des Landes, dem größten zusammenhängenden Waldstück Westeuropas, er besteht vor allem aus Pinien. Die Region wird Marensin genannt.
Nachbargemeinden von Soustons sind Azur im Norden und Tosse im Süden. Die Stadt Bayonne liegt etwa 30 Kilometer in südwestlicher Richtung. Etwa 10 Kilometer westlich des Ortskerns liegt die Atlantikküste, die hier Côte d’Argent genannt wird.
Nordwestlich der Stadt liegt der große See von Soustons. Nordwestlich des Sees im Stadtwald von Soustons liegt der Weiler Coudère, der zur Stadt gehört, dort befindet sich das Gehöft Latche, in dem François Mitterrand (1916–1996) mehrere Jahre gewohnt hatte.

## Bevölkerung
| Entwicklung der Einwohnerzahlen | Entwicklung der Einwohnerzahlen | Entwicklung der Einwohnerzahlen | Entwicklung der Einwohnerzahlen | Entwicklung der Einwohnerzahlen | Entwicklung der Einwohnerzahlen | Entwicklung der Einwohnerzahlen | Entwicklung der Einwohnerzahlen | Entwicklung der Einwohnerzahlen |
| ------------------------------- | ------------------------------- | ------------------------------- | ------------------------------- | ------------------------------- | ------------------------------- | ------------------------------- | ------------------------------- | ------------------------------- |
| Jahr                            | 1962                            | 1968                            | 1975                            | 1982                            | 1990                            | 1999                            | 2009                            | 2017                            |
| Einwohner                       | 4242                            | 4522                            | 5127                            | 5102                            | 5283                            | 5751                            | 7240                            | 7877                            |

## Kultur und Sehenswürdigkeiten
In einem öffentlichen Park am See von Soustons steht ein Denkmal, das François Mitterrand und seinen Labrador Retriever Baltic darstellt.

### Museen
Das Musée des Traditions et des Vieux Outils (Museum der Traditionen und alten Werkzeuge) im Château de la Pandelle zeigt 950 Ausstellungsstücke zu alten Handwerksberufen wie dem Holzschuhmacher, dem Harzer und dem Küfer.

### Bauwerke
- Die Kirche Saint-Pierre wurde von 1863 bis 1867 im neugotischen Stil erbaut. Der Glockenturm ist 35 Meter hoch, der Chor ist reich dekoriert. Die Kirche wurde im Jahre 2000 renoviert.[3]
- Die Stierkampfarena von Soustons wurde 1903 erbaut, sie wird sowohl für Stierkampf-Veranstaltungen als auch für die Aufführung von Konzerten genutzt.
- Das Stadttheater wurde 1933 erbaut, die Fassade ist im Stil der Art déco gehalten.
- Bei Soustons befindet sich ein LORAN-C-Sender. Er verwendet als Sendeantenne einen 213 Meter hohen selbststrahlenden Mast.

## Wirtschaft
Wichtige Erwerbszweige in Soustons sind die Holzwirtschaft, Ackerbau, Gemüsebau und die Zucht von Geflügel. Es gibt eine Korkenfabrik und eine Baumschule vor Ort. Lokale kulinarische Spezialitäten sind Taubenragout (salmis de palombe) und Sandwein.

## Städtepartnerschaft
Die elsässische Stadt Huningue im Dreiländereck Frankreich–Schweiz–Deutschland in der Nähe von Basel ist Partnerstadt von Soustons.